# Васил Априлов
Васил Евстатиев Априлов (1789 – 1847) е български стопански и просветен деец, дарител, писател от времето на Българското възраждане.

## Биография
Васил Априлов е роден на 21 юли 1789 г. в град Габрово. През 1800 г. заминава в Москва, с брат си, който се занимава с търговия  (1800). Впоследствие Априлов завършва гимназия в Брашов (тогава под австрийска власт), след което учи медицина във Виена (1807 – 1809). След завръщането му, той и брат му Никифор се преместват от Москва в Одеса, която по това време се налага, като главен център на Западна Новорусия. Първоначално Васил Априлов работи при гръцкия търговец Теодориди. По-късно, в съдружие с брат си, открива фабрика за спиртни напитки. През 1821 година те изграждат фабрика за рафиниране на захар и голям магазин за хранителни и други потребителски стоки.
По време на Гръцкото въстание (1821) щедро подпомага готвещите се да преминат река Дунав доброволци.
Решителен поврат във възгледите на Априлов предизвиква прочетената от него през 1831 г. книга на Юрий Венелин „Древние и нынешние болгаре...“. Под нейно влияние е отклонен от елинизма и се посвещава на просветното и културно издигане на българския народ. През 1835 г. с помощта на Николай Ст. Палаузов, на братята Константин и Димитър Мустакови, на други български търговци в странство и на митрополит Иларион Търновски, открива в родния си град първото  взаимно училище, изцяло с преподаване на български език, сега - Априловска гимназия. Освен значителната парична и организационна помощ, която оказва на българското просветно движение, издава и няколко книги, с които дава насока на възрожденското училищно дело: „Денница на новобългарското образование“ (1841), „Допълнение към „Денницата“ (1842), „Мисли за сегашното българско учение“ (1847). Решително настоява новобългарският, а не църковнославянският или гръцкият език да бъде основа на светското образование в България.
Значението на Васил Априлов за развитието на българската наука се определя главно от неговата организаторска и посредническа работа. Чрез писма издирва в България свои сътрудници и ги насърчава в събирането на старини и на народни песни. Негови дописници стават Захари Круша, Райно Попович, Неофит Рилски, Анатолий Зографски и др. С тяхно съдействие пръв обнародва образци от средновековни български монети, както и текстовете на няколко старобългарски грамоти.
През 1847 г. Априлов посещава Габрово. На връщане за Одеса умира в Галац от мъчилата го дълги години туберкулоза. Завещава на габровската община значителна сума, с която да се построи нова сграда за основаното по негова инициатива училище. Първоначално е погребан в Галац, а впоследствие останките му са пренесени в двора на Априловската гимназия.

## Памет
През 1935 г. пред училищното здание му е издигнат паметник, изработен от скулптора Кирил Тодоров. В подножието на статуята са изобразени различните етапи от развитието на българското образование.
На Васил Априлов е наречена улица в Центъра на София (Карта).

## Съчинения
- Болгарские книжники, или какому славянскому племени собствено принадлежит кирилловская азбука? Одесса, 1841.
- Българските книжници, или на кое словенско племе собствено принадлежи кирилловската азбука? Одесса, 1841.
- Денница ново-болгарскаго образования. Одесса, 1841
- Болгарския граммоты собранныя, переведенныя на русский язык и объясненная. Одесса, 1845
- Мисли за сегашното балгарско учение. Одесса, 1847.
- Събрани съчинения (ред. Арнаудов, М.). С., 1940.
- Съчинения (съст. и ред. Петко Тотев). С., Изд. Български писател, 1968, (Библ. Възрожденска книжнина).